# Шваб, Карл Карлович
Карл Карлович Шваб (нем. Carl Schwab; 26 июня 1873, Вильдберг, Карлсруэ — 18 января 1938, Воронеж) — российский флейтист немецкого происхождения.

## Биография
Окончил Штутгартскую консерваторию сразу по трём специальностям — флейте (класс Карла Крюгера), фортепиано и композиции. Играл на классической флейте немецкого типа. В 1896—1916 солист оркестра оперы Мариинского театра. С 1920 солист Воронежского симфонического оркестра и преподаватель местного музыкального техникума (с 2006 г. — «Воронежский музыкальный колледж имени Ростроповичей»), где преподавал не только флейту, но и баян. Дружил с Осипом Мандельштамом в период воронежской ссылки поэта.
29 декабря 1935 года Шваб был арестован по обвинению в членстве в контрреволюционной фашистской группе. 5 мая 1936 г. он был осужден по статье 58, п. 10(1) и 11 на 8 лет тюремного заключения и 5 лет поражения в правах. В заключении, вероятнее всего, и скончался. Реабилитирован 24 октября 1989 г. на основании отсутствия состава преступления.

Сведения об обвинении, сроке и месте отбывания наказания Шваба, приведенные в воспоминаниях Н. Я. Мандельштам, не точны, так как основывались на слухах:
«Однажды после работы — это произошло до „начала грозных дел“, О. М. <Осип Мандельштам> ещё служил в театре — мы забежали в один из ярусов послушать симфонический концерт. Сверху весь оркестр был виден, как на ладони, и вдруг я обнаружила, что вместо Шваба сидит другой флейтист. Я наклонилась к О. М.: „Посмотри!“ Соседи шикали, но мы продолжали шептаться. „Неужели его забрали?“ — сказал О. М. и в антракте побежал за кулисы. Предположение подтвердилось. <…> Шваба, как мы узнали потом, обвинили в шпионаже и загнали на пять лет в уголовный лагерь под Воронежем. Там он и кончил жизнь, — ведь это был старик, да ещё старик с флейтой…»